# Coelhada nas Estrelas
Coelhada nas Estrelas é uma série de revistas feitas pela Mauricio de Sousa Produções, numa paródia a Guerra nas Estrelas, com os personagens da Turma da Mônica. 
O gibi original, recontando a história de Guerra nas Estrelas/Uma Nova Esperança foi lançado no Gibizão Turma da Mônica, pela Editora Globo, em 1997. Em 2007, a Editora Panini relançou a história como parte dos Clássicos do Cinema Turma da Mônica, com uma capa diferente, e em 2008 lançou uma continuação, Coelhada nas Estrelas: O Feio Contra-Ataca (recontando O Império Contra-Ataca), em 2010 concluiu  a trilogia original com O Retorno de Jedito (recontando O Retorno de Jedi). As prequelas começaram a ser contadas em 2015, junto do lançamento de Star Wars: The Force Awakens, com Eparódia I: A Trapaça Fantasma (recontando Episódio I: A Ameaça Fantasma), seguido em 2017 por O Sotaque dos Clones (O Ataque dos Clones), e em 2018 por A Vingança dos Psith (A Vingança dos Sith).
Em outras histórias, a saga criada por George Lucas é chamada de Tauó - Berro nas Estrelas.

## Historia
Há muito tempo atrás, em uma revista conhecida, muito conhecida, o Império Mal-Cheiroso atacou, e somente os Rebeldes poderiam salvar a galáxia. A Frase, uma força misteriosa que influencia os outros, tem dois lados em conflito, o Lado Limpo da Frase, representado pelos Jedito (guerreiros que falam ditos populares) e o Lado Encardido da Frase, liderado pelo Imperador Rufius e seu general Dart Feio. 
Em Coelhada nas Estrelas, o Império constrói uma gigantesca estação espacial, a Emporcalhadora de Marte, e com o intuito de destruí-la, os Rebeldes roubam planos da estação. Mas a nave com os planos é atacada, e Nimbus 2D2, o robô com os planos, e sua parceira Magali 3PA, são forçados a cair no planeta Tóim-Tuim, onde conhecem o jovem Cascão Caiuóqui.
Em O Feio Contra-Ataca, o Império ataca uma base rebelde no planeta gelado Róti. Isso dispersa os rebeldes, com Cascão Caióqui indo terminar seu treinamento com Yodácio, enquanto Dart Feio persegue Cebolinha Solo e a Princesa Moniquéia, culminando em um confronto no planeta onde mora um antigo amigo de Cebolinha, Jerê Calrissian.
Em O Retorno de Jedito, Lorde Feio constrói outra Emporcalhadora de Marte na órbita do planeta Semdor, enquanto Cascão Caiuóqui tenta resgatar Cebolinha Solo de Jaca o Rude. 
As "eparódias" das prequelas contam a história de Manequinho Caiuóqui, um Jedito tio de Cascão que mais tarde cairia pro Lado Encardido da Frase, se tornando o vilão Dart Feio.

## Personagens

### Lado Limpo da Frase
| Personagem          | Intérprete | Original             |
| ------------------- | ---------- | -------------------- |
| Princesa Moniquéia  | Mônica     | Princesa Leia Organa |
| Cebolinha Solo      | Cebolinha  | Han Solo             |
| Cascão Caiuóqui     | Cascão     | Luke Skywalker       |
| Fran-Jinha Kenobi   | Franjinha  | Obi-Wan Kenobi       |
| Flobaca             | Floquinho  | Chewbacca            |
| Magali-3PA          | Magali     | C-3PO                |
| Nimbus-2D2          | Nimbus     | R2-D2                |
| Jerê Caurissian     | Jeremias   | Lando Calrissian     |
| Piloto Rebelde Titi | Titi       | Piloto Rebelde       |
| Yodácio             | Horácio    | Yoda                 |
| Capitão Luca        | Luca       | Capitão Rebelde      |
| Blogóide Médico     | Bloguinho  | Dróide Médico        |

### Lado Encardido da Frase
- Capitão Feio, Dart Feio (Darth Vader)
- Do Contra, Do Contrafet (Boba Fett)
- Rúfius, Imperador Rúfius (Palpatine)
- Serezinhos do Esgoto, Soldados Imperiais, Comandantes Imperiais e Madame Zoraide Truper (Stormtroopers)
- Coelho Droide, Coelhóide
- Nico Demo, Nicodosk (Bossk)

### Secundários
- Penadinho, Zé Vampir e Frank, Penauas [Jawas)
- Jaca, o Rude (Jabba the Hutt)
- Bidu e Bugu, Tuscãos (Tusken Raiders)
- Dart Suifur (Darth Sidious)
- Dart Miau (Darth Maul)

## Comparação com Guerra nas Estrelas
- Os Jeditos são uma paródia aos Jedi, guerreiros do bem da cinessérie Guerra nas Estrelas. Não só o nome os diferem: os Jeditos são, neste caso, guerreiros que usam os Guarda-Chuva de Luz e também falam com ditados (Ex: cada macaco no seu galho; barriga cheia, pè na areia; quem tem esperança sempre alcança; Deus ajuda quem cedo madruga, dentre outros).

- Mônica substituiu a Princesa Léia. Como Léia, Princesa Moniquéia é atraída por Cebolinha Solo, mas este finge não gostar dela. Na série original, Léia interessa-se por Han Solo e os dois formam um par romântico.

- A nave de Do Contrafett se chama Ferro de Passar I, uma paródia ao fato da nave de Boba Fett, Slave I, se assemelhar a um ferro de passar.

- R2-D2 e C-3PO podem ser visto no carro dos Penauas, junto com, entre outros, RoboCop, Optimus Prime, O Homem de Lata, T-800 e os robôs de Lost in Space, Forbidden Planet e A Princesa e o Robô.

- O análogo da Força é a Frase, que Yodácio menciona ser uma Frase poderosa que também está solta no ar, acompanhada de "sujeito, verbo e predicados luminosos".

- Os planos da Emporcalhadora de Marte são roubados por uma gangue de cachorros chamada Bulldog Um, em referência ao filme Rogue One.

## Links
- Coelhada nas Estrelas no site oficial